# Estandarte Branco Bordado
O Estandarte Branco Bordado (chinês tradicional: 鑲白旗, chinês simplificado: 镶白旗, pinyin: Xiāng Bái Qí) foi um dos Oito Estandartes do exército e da sociedade Manchu durante as dinastias Jin Posterior e Qing posteriores da China. Estava entre os cinco estandartes inferiores.

## Membros
- Liugiya Cuiyan (1866–1925), consorte secundária (1866–1925), do clã Manchu Estandarte Branco Bordado Liugiya, nome pessoal Cuiyan, era uma consorte de Yixuan. Ela era 26 anos mais nova que ele.
- Kathy Chow (1966–2023), foi uma atriz de Hong Kong amplamente conhecida por seus papéis principais em séries da TVB de Hong Kong durante o final dos anos 1980 a 1990. Ela era descendente do clã Gūwalgiya do Estandarte Branco Bordado.[2]
- Akdun (阿克敦) Nome de cortesia: Lixuan (4 de maio de 1685 - 22 de fevereiro de 1756) foi um oficial da Dinastia Qing. Ele era membro do clã Janggiya (章佳)
- Zaiyi, mais conhecido pelo título de Príncipe Duan (ou Príncipe Tuan), foi um dos líderes da Rebelião Boxer de 1899–1901. Zaiyi nasceu no clã Aisin Gioro como o segundo filho de Yicong (Príncipe Dun), o quinto filho do Imperador Daoguang.

## Clãs notáveis
- Guwalgiya
- Liugiya
- Janggiya
- Mu'ercai
- Tunggiya